# Џибути на Светском првенству у атлетици у дворани 2014.
Џибути је учествовао на Светском првенству у атлетици у дворани 2014. одржаном у Сопоту од 7. до 9. марта трећи пут. Репрезентацију Џибутија представљало је двоје такмичара који су се такмичили у две дисциплине.,
На овом првенству Џибути је по броју освојених медаља делио 14. место са освојеном једном медаљом (златна). У табели успешности према броју и пласману такмичара који су учествовали у финалним такмичењима (првих 8 такмичара) Џибути је са 1 учесником у финалу заузео 25. место са 8 бодова.
| Плас. | Земља  | 1. место | 2. место | 3. место | 4. место | 5. место | 6. место | 7. место | 8. место | Бр. финал. | Бод. |
| ----- | ------ | -------- | -------- | -------- | -------- | -------- | -------- | -------- | -------- | ---------- | ---- |
| 25.   | Џибути | 1        | 0        | 0        | 0        | 0        | 0        | 0        | 0        | 1          | 8    |

## Учесници
Мушкарци:
- Ајанле Сулејман — 1.500 м
- Јусуф Ис Башир — 3.000 м

## Освајачи медаља

### Злато (1)
- Ајанле Сулејман — 1.500 м

## Резултати

### Мушкарци
| Атлетичар       | Дисциплина | Лични рекорд | Квалификација | Квалификација | Финале               | Финале       | Детаљи |
| Атлетичар       | Дисциплина | Лични рекорд | Резултат      | Место         | Резултат             | Место        | Детаљи |
| --------------- | ---------- | ------------ | ------------- | ------------- | -------------------- | ------------ | ------ |
| Ајанле Сулејман | 1.500 м    | 3:36,13 НР   | 3:38,94 КВ    | 1. у гр. 2    | 3:37,52              |              |        |
| Јусуф Ис Башир  | 3.000 м    | 7:48,32      | 7:53,96       | 10. у гр. 1   | Није се квалификовао | 17 / 19 (20) |        |